# Slavko Stošicki
Slavko Stošicki, slovenski strojnik, publicist, pesnik, fotograf, 25. februar 1954, Trbovlje. 	

## Življenjepis
Slavko Stošicki se je rodil 25. februarja 1954 v Trbovljah. Po končanju osnovne in srednje tehniške šole z odliko se je vpisal na  Fakulteto za strojništvo Univerze v  Ljubljani, kjer je leta 1978 diplomiral. Kljub študiju strojništva je že kot študent sodeloval z lokalnim radijem, bil urednik mladinskega in športnega programa ter bil leta 1979 imenovan za glavnega in odgovornega urednika ter direktorja  Radia Trbovlje. V mandatu opravljanja te funkcije je bil predstavnik lokalnih radijskih postaj v programskem svetu RTV Slovenije. Od leta 1980 do 1982 je bil s strani  Zveze socialistične mladine Slovenije z dvoletnim mandatom izvoljen za člana predsedstva  Zveze socialistične mladine Jugoslavije. 
Poleg številnih funkcij je opravljal tudi funkcijo predsednika kulturne skupnosti  Trbovlje in se zavzemal za razvoj kulturne dejavnosti v Trbovljah. Bil je pobudnik stalne zbirke likovnih del trboveljskih akademskih slikarjev, avtor prireditev  Nohšiht ter avtor razstave  Trbovlje XYZ oz. Trbovlje včeraj danes jutri.
V letu 1983 se je zaposlil v svoji stroki in opravljal delo razvojnega inženirja v  cementarni Trbovlje, v letu 1987 pa je bil imenovan za direktorja projektantske in inženiring družbe IBT Trbovlje. V letu 1992 je s soprogo Metko ustanovil družbo za svetovanje in ocenjevanje. V letu 1992 je bil imenovan v strokovno delovno skupino  za izdelavo metodologije otvoritvene bilance stanja  pri Agenciji za lastninsko preoblikovanje podjetij Slovenije. V istem letu je opravil specialistično nalogo za ocenjevalca strojev in opreme ter zanjo na podlagi strokovnega priporočila  Ameriškega združenja ocenjevalcev ASA prvi v Sloveniji pridobil certifikat in kasneje tudi prvo licenco za ocenjevalca strojev in opreme v Sloveniji. Je avtor številnih strokovnih del s področja ocenjevanja vrednosti premičnih sredstev.
V letu 1997 je postal član mednarodne dobrodelne neprofitne organizacijo Lions clubs International in bil leta 2000 imenovan za Guvernerja Lions Slovenija Distrikt 129. Kot Lions je ustanovil več klubov v Sloveniji in Srbiji. Bil je tudi pobudnik in nosilec mednarodnega projekta Lions Plakat miru za Slovenijo. 
Vse od študentskih let se je ukvarjal s fotografijo in tudi poezijo. Pot ga je zanesla na Bled, kjer živi in ustvarja. Po letu 2010 je več objavljal na različnih portalih in imel več samostojnih fotografskih razstav s katerimi je navduševal po Sloveniji. Čeprav se je s poezijo ukvarjal že v preteklosti in svoje pesmi objavljal na pesniških portalih, v različnih strokovnih revijah in družbenih omrežjih je svoj prvenec »Pesmi za dva« predstavil javnosti, na posestvu Maksa Fabianija, šele v letu 2015. V letu 2019 je izšla njegova druga pesniška zbirka »Podobe lepot – Images of Charms«, v kateri je z odličnimi prevodi sodelovala tudi prevajalka dr. Nada Marija Grošelj. V letu 2022 je izdal  tretjo pesniško zbirko »Moja pesem ni le moja«, ki jo je posvetil rodnim Trbovljam. 
Za svoje delo in izjemne uspehe na kulturnem in drugih področjih v občini Trbovlje je v letu 2022 prejel naziv Častnega občana Trbovelj. Prav tako je je bil za svoje delo na področju sodnega izvedeništva in ocenjevanja vrednosti imenovan za častnega člana Združenja sodnih izvedencev in cenilcev pri Ministrstvu za pravosodje RS. Prejel je tudi več drugih priznaj, med drugim, priznanje za pionirsko delo na področju uveljavljanja podjetništva s strani Združenja podjetnikov Slovenije in Ministrstva za malo gospodarstvo in turizem, številne nagrade in priznanja v Lions organizaciji ter priznanja na drugih področjih.

## Delo
Slavko Stošicki je nestor slovenskih ocenjevalcev strojev in opreme in pooblaščeni ocenjevalec sredstev pri Slovenskem inštitutu za revizijo ter sodni izvedenec pri ministrstvu za pravosodje RS. Za to področje je napisal številna gradiva in strokovne članke. Poleg strokovnega področja je svoj čas namenil prostovoljnemu delu in deloval v Lions organizaciji, kjer je tudi avtor člankov o delovanju LIONS klubov. Vse življenje se ukvarja s fotografijo predvsem ga zanima krajinska Fotografija, čeprav je odmeven tudi njegov projekt Trbovlje XYZ. Že v študentskih letih se je zapisal tudi poeziji. V zadnjih letih se posveča izboljšanju pogojev za bolnike s parkinsonizmom.

### Strokovna dela in objave
- Ocenjevanje strojev in opreme (COBISS)
- Strokovne posebnosti in sodelovanje računovodij, revizorjev in ocenjevalcev, Revizor (COBISS)
- Ocenjevanje vrednosti v stečajnih postopkih; (COBISS)
- Vpliv trga na vrednost opreme; (COBISS)
- Identifikacija premičnin pri ocenjevanju njenih vrednosti; (COBISS)
- Ocenjevanje premičnega premoženja : študijsko gradivo;  (COBISS)
- Prevrednotovanje opredmetenih osnovnih sredstev (COBISS)
- Problemi ocenjevanja infrastrukturnih sredstev (COBISS)
- Ocenjevanje denarnega obsega škode premičnega premoženja v primeru naravnih nesreč Stošicki (COBISS)
- Ocenjevanje opredmetenih sredstev z vidika ekologije (COBISS)
- Vloga sodnih izvedencev in cenilcev tehničnih strok pri kakovosti odločitev sodne veje oblasti v Republiki Sloveniji (COBISS)
- Slavko Stošicki Vpliv gospodarskih razmer na ekonomsko zastaranje opredmetenih sredstev, Economic obsolescence of tangible assets due to the impact of economic conditions,Slovenski SIR*IUS 3/2013

- Slavko Stošicki Predpostavke pri ocenjevanju strojev in opreme; Assumptions in the Valuation of Machinery and Equipment, SIR*IUS 4/2014;

- Slavko Stošicki; Ocenjevanje programske opreme; Valuation software, Slovenski Inštitut za revizijo, SIR*IUS 3/2017[]

- Slavko Stošicki; Poznavanje sestavin strojev in opreme; Knowledge of machines and equipment and their components; , Slovenski Inštitut za revizijo, SIR*IUS 3/2019

### Objave Lions
- Delovanje Lions klubov
- Priznaja in odlikovanja

## Knjige
- Pesmi za dva Slavko Stošicki (COBISS)
- Podobe lepot - Images of charms; Stošicki Slavko; (COBISS)
- Moja pesem ni le moja Stošicki Slavko, (COBISS);

## Intervijuji
- Slavko Stošicki, LION, avtorja - Saša Mesarič in Igor Savič
- Interviju Slavko Stošicki, Delo, avtor - Brane Maselj
- Častni občan Trbovelj
- Srce je doma v rodnem mestu SAVUS - avtor Marko Planinc
- Uspešen Trboveljčan, ki se nikoli ni ustavil pred steno in kar obstal ZON, avtor Stanislava Radunovič

1. ↑  L-novice. Lions Distrikt 129 Slovenija. L-novice = Lions novice = lepe novice. September 2013 - KIPDF.COM — 2013.